# Stazione di Merlo
La stazione di Merlo (Estación Merlo in spagnolo) è una stazione ferroviaria della linea Sarmiento situata nell'omonima città della provincia di Buenos Aires.

## Storia
La stazione fu aperta al traffico l'11 dicembre 1859.